# Vîn TV
Vîn TV är en kurdisk språk satellit-tv-kanal som sänder från Dahuk provinsen i irakiska Kurdistan sedan 3 mars 2007. Den sänder kurdiska musik och kulturprogram, 24 timmar om dygnet. Ordet vîn betyder kärlek på svenska.